# Trasporto Carl Fredriksens

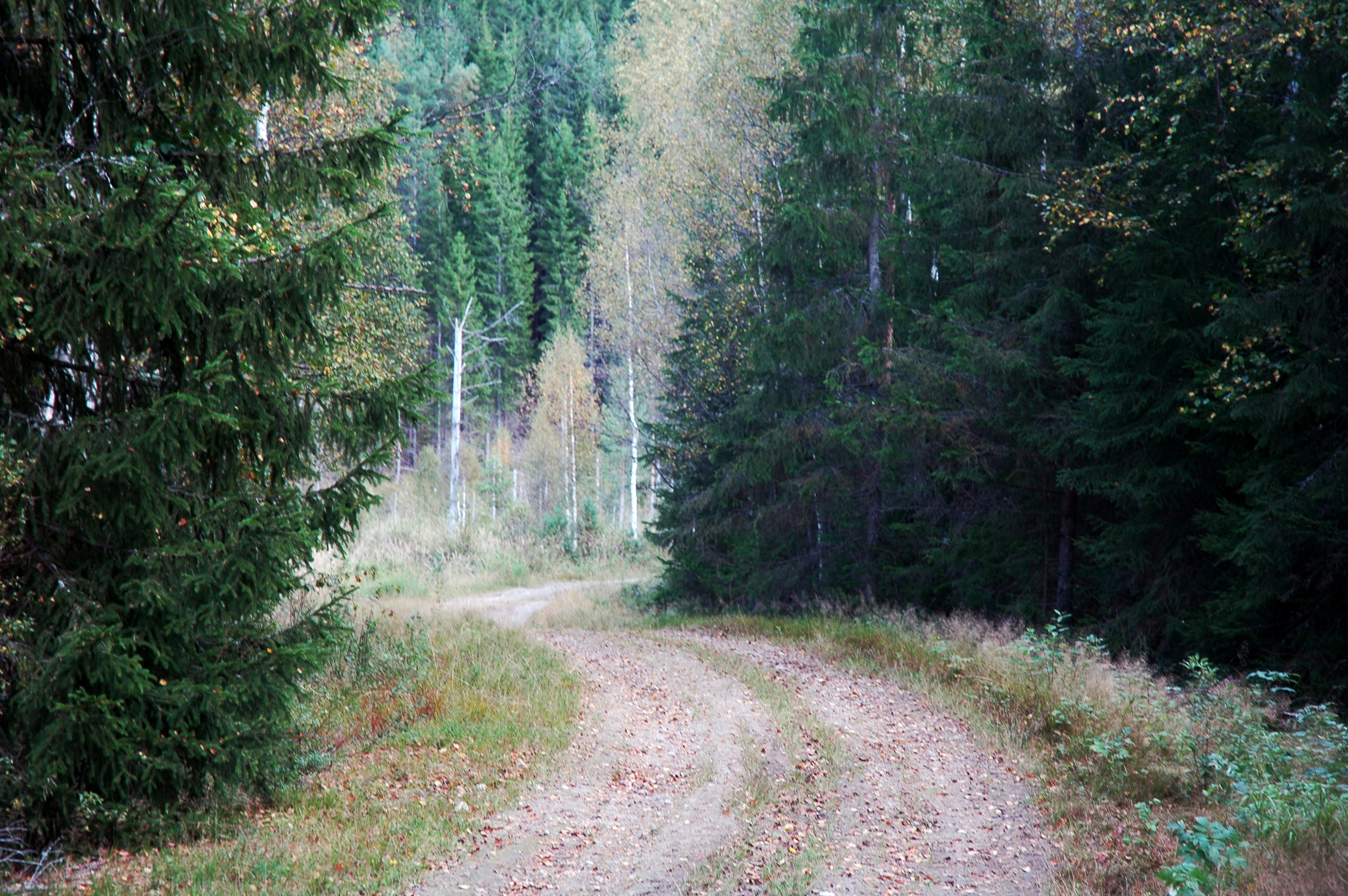
Il valico di frontiera con la Svezia, lungo il percorso

Il Trasporto Carl Fredriksens fu il nome in codice dell'operazione di soccorso avviata con lo scopo di salvare dalla persecuzione, dalla deportazione e dall'omicidio nei campi di sterminio nazisti gli ebrei e gli altri perseguitati norvegesi, durante il periodo di occupazione nazista della Norvegia.

## Contesto storico
Il regime nazista in Norvegia avviò le operazioni dell'Olocausto attraverso una serie di passaggi, a partire dalla registrazione delle persone, passando poi alla confisca dei beni, quindi all'internamento e infine alla deportazione, principalmente verso Auschwitz.
Alcuni ebrei riuscirono a fuggire in Svezia all'inizio della guerra, ma la maggior parte era rimasta in casa fino al 26 ottobre 1942. A quel punto, la maggior parte degli uomini fu arrestata e detenuta nei campi di prigionia, mentre alle donne e ai bambini fu ordinato di presentarsi presso la più vicina stazione di polizia.

## L'operazione

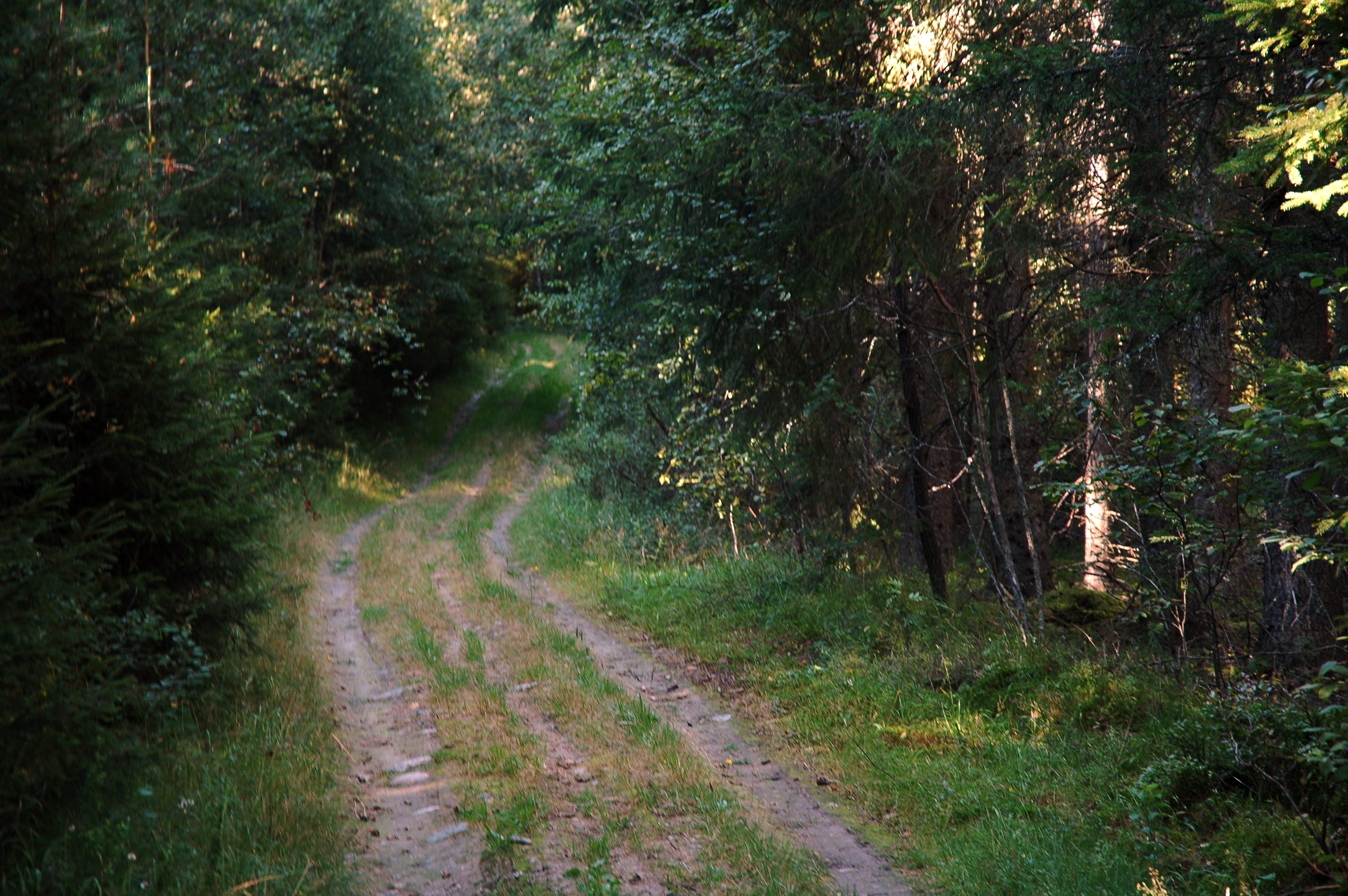
L'ultima tappa del percorso continuava su questa strada per le ultime centinaia di metri fino al confine

Sebbene il movimento di resistenza norvegese avesse mantenuto una rete di vie di fuga verso la Svezia, non fu però preparato a fronteggiare la difficile situazione degli ebrei nell'affrontare la deportazione. Inoltre, contemporaneamente all'arresto e alla deportazione degli ebrei nel 1942, la Gestapo lanciò un'operazione per identificare e arrestare i membri stessi della resistenza norvegese. Ciò mise sotto pressione sia la fattibilità che la capacità delle vie di fuga esistenti.
L'idea del Carl Fredriksens Transport nacque quando quattro ebrei norvegesi si presentarono alla porta del proprietario dell'asilo Rolf A. Syversen chiedendo aiuto. Tramite uno dei leader di Milorg, Ole Berg, Syversen contattò Alf Tollef Pettersen, che nel frattempo fu licenziato dalle forze di polizia norvegesi per essersi rifiutato di giurare fedeltà al regime di Quisling. Pettersen fu assunto per gestire i trasporti, data la sua conoscenza precisa delle strade da Oslo al confine con la Svezia attraverso la contea di Østfold.
Ciò che iniziò con alcune unità notturne si trasformò presto in un'operazione su larga scala. Il gruppo accettò tutti i rifugiati, addebitando a coloro che potevano permetterselo 180 corone. Col tempo, il gruppo di resistenza norvegese Sivorg mise a disposizione la rete clandestina e le sue risorse finanziarie. 
Pettersen, sua moglie Gerd, Syversen e il leader della resistenza Reidar Larsen gestirono l'operazione: complessivamente furono trasferiti in salvo circa 1.000 rifugiati, di cui circa 500 ebrei.
Il nome Carl Fredriksens Transport fu basato sul nome originale del re norvegese in esilio Haakon VII, di nome Carl, ma suonava bene anche come un nome norvegese comune.
Dopo aver trovato il modo di arrivare alla scuola materna di Syversen vicino a Carl Berners plass, una piazza di Oslo, i rifugiati furono caricati sul retro dei camion e coperti con un telo, per la riuscita i bambini vennero spesso sedati. Gerd Pettersen falsificò le polizze di carico e gli altri documenti necessari. La rete di Sivorg lungo il percorso avrebbe monitorato le pattuglie della polizia tedesca o di frontiera.
Il percorso a volte variava, ma in genere finiva vicino a Orderudseter, a poche centinaia di metri dal confine svedese. I rifugiati avrebbero percorso quest'ultima distanza.
L'operazione iniziò alla fine del novembre 1942. Ogni settimana, una decina di camion carichi andavano al confine e tornavano nel buio della notte, quasi sempre con i fari spenti.
A metà gennaio, nella rete si infiltrarono i collaborazionisti norvegesi, e l'operazione subì uno stop. Rolf Syversen rimase a Oslo, a giugno fu arrestato per una questione non correlata all'operazione di salvataggio, fu giustiziato a Trandumskogen nel novembre 1944.

## Commemorazione
Sebbene questa sia stata la più grande operazione di salvataggio avviata in Norvegia durante la seconda guerra mondiale, rimase sconosciuta per decenni. Per conservare la loro sicurezza, i rifugiati non furono consapevoli di far parte di un piano più ampio e al tempo stesso fu tenuta segreta l'identità dei loro soccorritori.
Ragnar Ulstein, uno storico specializzato sugli studi del flusso dei rifugiati dalla Norvegia alla Svezia, ha scoperto le caratteristiche più importanti durante un'intervista con Alf Tollef Pettersen. L'Oslo Jewish Museum ha continuato la ricerca iniziata da Ulstein negli anni riuscendo a intervistare Gerd Pettersen prima della sua morte.
Nel settembre 2010 furono posizionati una targa commemorativa e un camion in ghisa al bivio per la strada privata che portava al confine con la Svezia. Il regista Robert Murphree sta lavorando per creare un film sull'operazione, lo storico dell'Oslo Jewish Museum Mats Tangestuen sta scrivendo un libro e l'artista Victor Lind sta creando uno spazio pubblico sul sito dell'asilo nido di Syversen dal nome Dette er et fin sted ("Questo è un buon posto").
A metà agosto si svolge un giro in bicicletta, che prende il nome dall'operazione, da Fetsund, lungo il percorso originale, fino al valico di frontiera con la Svezia. La nipote dei Pettersen, Ane Munkeby, è un'organizzatrice della manifestazione.

## Conseguenze
Nel 2018, Marte Michelet ha menzionato un certo "Reidar Larsen" nel suo libro; nel 2021 si è scusata per aver fatto delle analisi su un compagno omonimo di Reidar Larsen.